# Rząd Ferdinanda Beusta
Rząd Ferdinanda Beusta – tymczasowy rząd, rządzący Cesarstwem Austriackim od 7 lutego do 23 grudnia 1867.
Premierem rządu był Friedrich Ferdinand Graf Beust, jednak faktyczną władzę sprawował Eduard Taaffe. 
Za tego rządu Austria przekształciła się w Austro-Węgry. Stało się to 17 lutego 1867, kiedy to uznano odrębność państwową Węgier i wyrażono zgodę na utworzenie odrębnego rządu węgierskiego. 

## Skład rządu
- przewodniczący Konferencji Ministrów –   Ferdinand Beust
- handel – Bernhardt Wüllersdorf, Franz Becke
- wyznania i oświata – Eduard Taaffe, Anton Glineck
- finanse –  Franz Becke
- sprawy wewnętrzne –  Eduard Taaffe
- sprawiedliwość – Emanuel  Lindenbach, Anton Glineck